# Izopatia
Ten artykuł opisuje teorie, metody lub czynności niezgodne ze współczesną wiedzą medyczną.
Izopatia, izoterapia – wywodząca się z homeopatii dziedzina medycyny niekonwencjonalnej (pseudonaukowego rodzaju medycyny), w której preparaty lecznicze tworzone są na bazie substancji związanych z przyczynami lub produktami choroby. Preparaty izopatyczne zawierają dokładnie taką samą substancję, jak ta, która wywołała chorobę u danego pacjenta, na przykład sierści kota w przypadku osoby uczulonej na kocią sierść, lub produkt chorobowy, na przykład próbkę złuszczonej skóry. Izopatia zapoczątkowana została przez Josepha Wilhelma Luxa w latach 30. XIX wieku. Jemu także najprawdopodobniej zawdzięczamy ten termin oraz sformułowanie głównej tezy tego rodzaju praktyk: Aequalia aequalibus curentur, czyli zasady identyczności. Izopatia bywa traktowana jako dziedzina homeopatii choć nie została zaakceptowana przez wszystkich homeopatów i od samego początku była powodem licznych sporów, krytyki i kontrowersji, głównie z powodu odrzucenia podstawowej dla homeopatii zasady podobieństwa symptomów (similia similibus curantur). W ciągu kolejnych lat izopatia ulegała rozwojowi i przemianom. W latach 60 XIX wieku straciła niemal całkowicie na znaczeniu by na przełomie XIX i XX wieku odzyskać popularność aż całkowicie została odrzucona w latach 20 XX wieku  Mimo to czasami nazywana jest „homeopatyczną immunoterapią”. W izopatii zakłada się, że układ odpornościowy człowieka zostaje pobudzony do walki z chorobą przez podanie odpowiednio spreparowanej substancji będącej przyczyną choroby lub spreparowany produkt choroby, na którą skarży się pacjent.

## Historia
W 1833 została opublikowana praca Josepha Wilhelma Luxa pt. Isopathiek der Contagionen, w której na podstawie własnych obserwacji poczynionych podczas homeopatycznego leczenia zwierząt domowych wysnuł hipotezę, że wszystkie choroby zakaźne zawierają w swoich patologicznych produktach sposób na ich wyleczenie. Jego zdaniem rozcieńczanie i dynamizowanie produktu zakaźnego (bakterii, wirusa, wydzieliny lub materiału organicznego) sprawia, że jest on w stanie działać terapeutycznie na daną chorobę zakaźną, a także zapobiegać zachorowaniu. W pracy opisał rezultaty leczenia zwierząt chorych na zołzy i wąglik roztworami izopatycznymi przygotowanymi odpowiednio z kropli śluzu nosowego zwierzęcia chorego na zołzy lub kropli krwi zwierzęcia chorego na wąglik. Próby Wilhelma Luxa przyczyniło się w owym czasie do wzrostu zainteresowania izopatią wśród lekarzy weterynarii i stosowania tej metody.
Do rozwoju izopatii przyczynił się również Constantin Hering, który przygotowywał preparaty na bazie trucizn zwierzęcych, na przykład jadu węża Lachesis mutus. Wprowadził pojęcie nozodów w celu ich określenia.
Po początkowym okresie popularności popadła w niełaskę głównie za sprawą panującej w latach 50 XIX wieku epidemii cholery, wobec której izopatia okazywała się przeciw skuteczną metodą leczenia. Na nowo spopularyzował izopatię Denys Collet, który będąc już w podeszłym wieku, opublikował książkę pt. Isopathie, Méthode Pasteur par Voie Interne (1893). Denys Collet uważał izopatie, homeopatie i medycynę klasyczną za równorzędne.
W latach 20 XX wieku izopatia zupełnie straciła na znaczeniu głównie dlatego, że była przeciwskuteczna w walce z pandemią grypy (1918-1919) oraz przeciwskuteczna w walce z epidemią zapalenia mózgu von Economo (1919-1925).

## Współczesność
Preparaty izopatyczne dla indywidualnych pacjentów mogą być przygotowywane jedynie przez wyspecjalizowane apteki na zlecenie lekarzy oraz tzw. heilpraktikers. Izopatia jest stosowana w Niemczech i we Francji.

## Leki izopatyczne
Leki izopatyczne wykonuje się (identycznie jak leki homeopatyczne) przez rozcieńczanie i dynamizowanie czynnika wywołującego chorobę. Przy czym stosowane czynniki wywołujące chorobę mogą być zarówno zakaźne (bakterie, wirusy, wydzielina zakaźna lub inny materiał organiczny), jak i niezakaźne (pyłki kwiatowe). Materiałami służącymi do wykonania leków izopatycznych mogą być: krew żylna lub w rzadkich przypadkach menstruacyjna, mocz, wydzieliny organizmu ludzkiego, między innymi ślina, upławy, wodniak, przesięk. Wyprodukowanie leku izopatycznego dla indywidualnego pacjenta odbywa się ręcznie i według ścisłych reguł i w związku z tym jest kosztowne, gdyż wymaga dużego nakładu czasu i pracy. Pierwszy roztwór wodny w procesie produkcji leku izopatycznego z materiału pobranego od pacjenta powinien zostać poddany sterylizacji. W praktyce stosowane są także niezindywidualizowane leki izopatyczne wykonywane fabrycznie, na przykład izopatyczne roztwory sezonowych wirusów grypy i izopatyczne roztwory pyłków kwiatowych. Terminologia stosowana w izopatii nie została ściśle zdefiniowana. Według O.A. Juliana leki izopatyczne są nozodami przygotowanymi ex tempore z materiałów pochodzących od indywidualnego pacjenta.

## Rodzaje izopatii
Wyróżnia się dwa rodzaje leczenia izopatycznego:
- autoizopatyczne (podawanie pacjentowi preparatu przygotowanego z niekoniecznie chorobotwórczej wydzieliny jego własnego organizmu, np. potu, krwi, moczu lub kału, w celu zniesienia blokady i pobudzenia do samoleczenia)
- heteroizopatyczne (podanie pacjentowi preparatu przygotowanego z czynnika obecnego na zewnątrz, który wywołał chorobę u pacjenta, np. pyłki kwiatów, roztocza domowe, czynniki zakaźne)

## Zastosowanie
Współcześnie leczenie izopatyczne jest stosowane w przypadku alergii i nietolerancji pokarmowych. Preparaty autoizopatyczne są podawane głównie w celu odblokowania siły życiowej, a także w przypadku zakażenia Candida albicans. Homeopatyczne leki izopatyczne mogą być zastosowane w celu odtrucia w zatruciu metalami ciężkimi lub odtrucia organizmu osoby, która była uzależniona od narkotyków.

## Badania kliniczne
- Wyniki nielicznych badań przeprowadzonych z lekami izopatycznymi zastosowanymi u chorych cierpiących na alergię lub astmę określono jako obiecujące[4] i zaznaczono konieczność przeprowadzenia dalszych badań w celu wyciągnięcia wniosków.
- Badanie kliniczne przeprowadzone na drobiu z izopatycznym roztworem Enteritidis D30 wykazało, że tania i bezpieczna metoda izopatyczna może odgrywać pewna rolę w zapobieganiu salmonellozie u kurczaków hodowlanych[5]. Podobne badanie przeprowadzone z kurczakami brojlerami nie wykazało różnic pomiędzy grupami kurczaków, którym podawano leki homeopatyczne a kontrolną grupą zakażonych ptaków, którym nie podawano żadnych medykamentów. Pod uwagę brano następujące parametry: przyrost wagi ciała, śmiertelność i patologiczne uszkodzenia[1].
- Testowanie roztworu homeopatycznego Phosphorus 30CH i izopatycznego Escherichia coli 30CH (osobno i razem) na młodych świnkach z objawami biegunki oraz  porównanie do grupy kontrolnej, która otrzymywała antybiotyk – wykazało wyższą skuteczność terapii homeopatycznej i izopatycznej niż antybiotykowej w powstrzymywaniu biegunki. Ponadto w grupie świnek otrzymujących oba roztwory (homeopatyczny i izopatyczny) odnotowano największy przyrost wagi ciała. Na podstawie otrzymanych rezultatów wyciągnięto konkluzję, że środki homeopatyczne i izopatyczne stanowią bezpieczną i odpowiednią alternatywę dla antybiotyków w leczeniu biegunki wywołanej przez E. coli u młodych świń[6], a jednocześnie są nieszkodliwe dla środowiska naturalnego.
- Wyniki 4-tygodniowej, podwójnie ślepej próby klinicznej przeprowadzonej na pacjentach cierpiących na sezonowy katar sienny,  porównane do grupy placebo, wykazały zmniejszenie nasilenia objawów i polepszenie jakości życia. Jednocześnie nie zanotowano żadnych skutków ubocznych podczas podawania roztworu izopatycznego zawierającego powszechne alergeny lokalnych drzew, traw i chwastów[7].

## Izopatia a homeopatia
|                             | Izopatia | Homeopatia |
| --------------------------- | --- | --- |
| Naczelna zasada             | Aequalia aequalibus curentur | Similia similibus curentur |
| Twórca                      | Wilhelm Lux | Samuel Hahnemann |
| Rodzaj metody               | alternatywna, holistyczna | alternatywna, holistyczna |
| Substancja działająca       | czynnik wywołujący chorobę lub produkt choroby | substancje pochodzenia roślinnego, mineralnego, zwierzęcego, pierwiastki i związki chemiczne |
| Materiał do produkcji leków | próbka pobrana od indywidualnego pacjenta (płyn wysiękowy, krew, osocze, mocz, kał), która po przetworzeniu w środek homeopatyczny zostaje podana temu samemu pacjentowi | mikroorganizm wywołujący chorobę lub tkanka zmieniona chorobotwórczo (dotyczy wyłącznie nozodów) – uprzednio poddane badaniom homeopatycznym na ochotnikach, zgodne z określonym zakresem objawów, o szerszym zastosowaniu terapeutycznym u różnych pacjentów |
| Metoda wytwarzania          | rozcieńczanie i wytrząsanie roztworu prowadzące do otrzymania leku w postaci homeopatycznej                                                                              | rozcieńczanie i wytrząsanie roztworu |
| Proving                     | leki (tzw. izody) nietestowane homeopatycznie na zdrowych ochotnikach | leki (tzw. nozody, które mogą być jednocześnie izodami) przetestowane homeopatycznie na zdrowych ochotnikach i podawane pacjentowi na podstawie całokształtu objawów zgodnie z regułami homeopatii, gdy wszystkie objawy się pokrywają                        |

## Terapia izopatyczna Enderleina
Günther Enderlein – zwolennik pleomorfizmu cyklicznego – określił opracowane przez siebie leki mianem  izopatyczne (izopatyczno-homeopatyczne), gdyż spełniały te same zasady, które obowiązywały oryginalne leki izopatyczne. Leki izopatyczne Enderleina są wytwarzane z mikroorganizmów bakteryjnych lub grzybiczych w zgodzie z tradycją izopatyczną i homeopatyczną. Rozpoczęcie produkcji miało miejsce w latach 30. XX wieku. Terapia lekami izopatycznymi Enderleina to holistyczna metoda leczenia alternatywnego, której celem jest pokonanie infekcji i chorób (ostrych i przewlekłych) oraz przywrócenie homeostazy poprzez wpływanie na odporność. Enderlein uważał, że człowiek żyje w symbiozie z różnymi mikroorganizmami, które są obecne na skórze, w jelitach, a także we krwi – określił je nazwą endobiont (ursymbiont). Twierdził, że pod wpływem zmian środowiskowych endobionty mogą uzyskać własności parazytów i wywołać choroby chroniczne oraz degeneracyjne w tkankach. Na podstawie własnych obserwacji spostrzegł, że są też w stanie przywrócić zdrowie modulując odporność. Koncepcja Enderleina spotkała się ze sceptycznym przyjęciem ze strony większości bakteriologów. Leki izopatyczne Enderleina są produkowane w postaci czopków, kapsułek lub kropli. Najczęściej w potencji D3, D6 lub 4X, 3X i 5X. Są sporządzane z: Mucor racemosus, Aspergillus niger i Penicillium chrysogenum, a także Penicillium roqueforti, Penicillium frequentans, Candida parapsilosis, Bacillus subtilis, Bacillus cereus, Bacillus firmus i tym podobnych. Terapia immunostymulująca Enderleina może być stosowana jako uzupełniająca razem z innymi metodami leczenia. Enderlein podkreślał, że zdrowy styl życia, naturalne pożywienie bez pestycydów i zdrowy stan umysłu są niezbędnymi warunkami do sprawowania kontroli nad mikroorganizmami.